# Полисаєво
Полиса́єво (рос. Полысаево) — місто, центр Полисаєвського міського округу Кемеровської області, Росія.

## Географія
Місто розташоване на правому березі річки Іня (притока Обі), за 9 км на південь від міста Ленінськ-Кузнецький, за 105 км від Кемерово.
Залізнична станція на лінії Юрга—Новокузнецьк.

## Історія
У 1952 році на землях Ленінського (Кольчугінського) рудника було утворене робітниче селище Полисаєво, однак поселення виникло ще в 1940 році, коли була здана шахта «Полисаєвська». У 1980-их роках Полисаєво і селище Красногорський підпорядковувались Жовтневого району міста Ленінськ-Кузнецький.
1989 року селище Полисаєво перетворене в місто з підпорядкуванням Ленінськ-Кузнецькій міській раді обласного підпорядкування. 1999 року до складу міста був включений Ленінськ-Кузнецький мікрорайон комплексної забудови Соцгородок.
Нині Полисаєво хоч і є окремим містом, але зв'язки з містом Ленінськ-Кузнецький відіграють велику роль як в життях містян.

## Населення
Населення — 27624 особи (2010; 28151 у 2002).

## Господарство
У місті були вугільні підприємства, в тому числі Шахта Полисаєвська-Північна, яка працювала по повному гідравлічному циклу.
Місто Полисаєво є великим вугледобувним промисловим центром, щорічно в місті проводиться продукції на суму до 19 млрд рублів. Місто демонструє стійке зростання промисловості, як і його найближчий сусід. У 2012—2014 роках Полисаєво і Ленінськ-Кузнецький були двома єдиними містами в області, які демонстрували зростання обсягів промислового виробництва.